# Споменик деспоту Стефану Лазаревићу (Крушевац)
Споменик деспоту Стефану Лазаревићу налази се на тргу Костурница у Крушевцу. Споменик је посвећен Деспоту Стефану Лазаревићу, сину кнеза Лазара откривен је на Видовдан, 28. јуна 2020. године. У историји је остао упамћен као велики војсковођа, ратник, изванредан дипломата, градитељ и ктитор, као и велики поклоник уметности. Живео је у периоду од 1377. до 1427. године.

## Архитектура споменика
Укупна висина комплетне композиције износи осам метара. Сам споменик, висок је четири метра, колико је висок и постамент. Приказује Стефана Лазаревића на коњу, са подигнутом руком у којој држи крст, а окренут је ка Косову и Метохији. Обложен је црвеним мермером, са одрађеним украсним детаљима на самом постаменту.
Споменик су на Видовдан 2020. године открили тадашња градоначелница Крушевца Јасмина Палуровић и бивши градоначелник Братислав Гашић. Споменик је освештило крушевачко свештенство предвођено владиком Давидом.